# Achille Pinelli

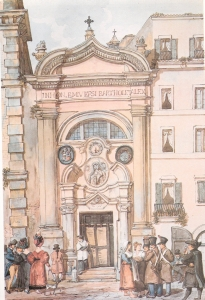
San Bartolomeo dei Bergamaschi in Piazza Colonna

Achille Pinelli (Roma, 1809 – Napoli, 5 settembre 1841) è stato un pittore italiano.

## Biografia
Figlio del più famoso Bartolomeo e di Mariangela Gatti, seguì il padre nella sua arte sia pur compiendone una rielaborazione volta a superare la retorica e la pomposità paterna verso un più semplice tratto tra l'aneddotica e la satira.

## Opere
Ha lasciato circa duecento acquerelli dipinti tra il 1826 e il 1835, conservati al Museo di Roma, che riproducono le facciate di altrettante chiese di Roma, alcune delle quali sono oggi abbattute. Liliana Barroero e Daniela Gallavotti Cavallero così li descrivono: "... rimangono utile documento iconografico per edifici scomparsi o successivamente modificati, e per la puntigliosa descrizione dei costumi quotidiani della Roma dei primi decenni dell'Ottocento: processioni di «sacconi», cortei di condannati a morte, venditori ambulanti, frati, monache, gendarmi, borghesi, giochi di bambini, mendicanti animano una città popolaresca e popolosa..." Ma non si limitò a riportare come in una fotografia, che proprio in quegli anni si andava sviluppando (tra il 1819 e il 1827) quando Nicéphore Nièpce scattò la prima foto al mondo nelle campagne di Châlon-sur-Saône, le facciate di queste chiese, ma come un vignettista moderno ne popolò la piazza o la via antistante con scene popolari.
Figure forse più abbozzate rispetto alla cura che metteva Bartolomeo nelle sue incisioni, ma che comunque documentano l'epoca che fu quella di Gregorio XVI. In un certo senso Achille Pinelli dipinse lo stesso «popolino» di Giuseppe Gioachino Belli.